# Erik Vendt
Erik Vendt (North Easton, 9 gennaio 1981) è un nuotatore statunitense.
Specializzato nei misti e nello stile libero, ha vinto due medaglie d'argento nei 400 m misti sia a Sydney 2000 che ad Atene 2004.

## Palmarès
- Olimpiadi

Sydney 2000: argento nei 400 m misti.
Atene 2004: argento nei 400 m misti.
Pechino 2008: oro nella 4 × 200 m sl.
- Mondiali

Fukuoka 2001: argento nei 400 m misti.
Barcellona 2003: bronzo nei 1500 m sl.
- Mondiali in vasca corta

Mosca 2002: bronzo nella 4 × 200 m sl.
- Giochi PanPacifici

Yokohama 2002: argento nei 1500 m sl e nei 400 m misti.
Victoria 2006: argento nei 1500 m sl.